# Parafia św. Jana Chrzciciela w Batschuns
Parafia św. Jana Chrzciciela w Batschuns – parafia rzymskokatolicka, administracyjnie należąca do austriackiej diecezji Feldkirch. 